# Robertgurneya oligochaeta
Robertgurneya oligochaeta är en kräftdjursart som beskrevs av Noodt 1955. Robertgurneya oligochaeta ingår i släktet Robertgurneya och familjen Diosaccidae. Inga underarter finns listade i Catalogue of Life.